# 바깥목동맥

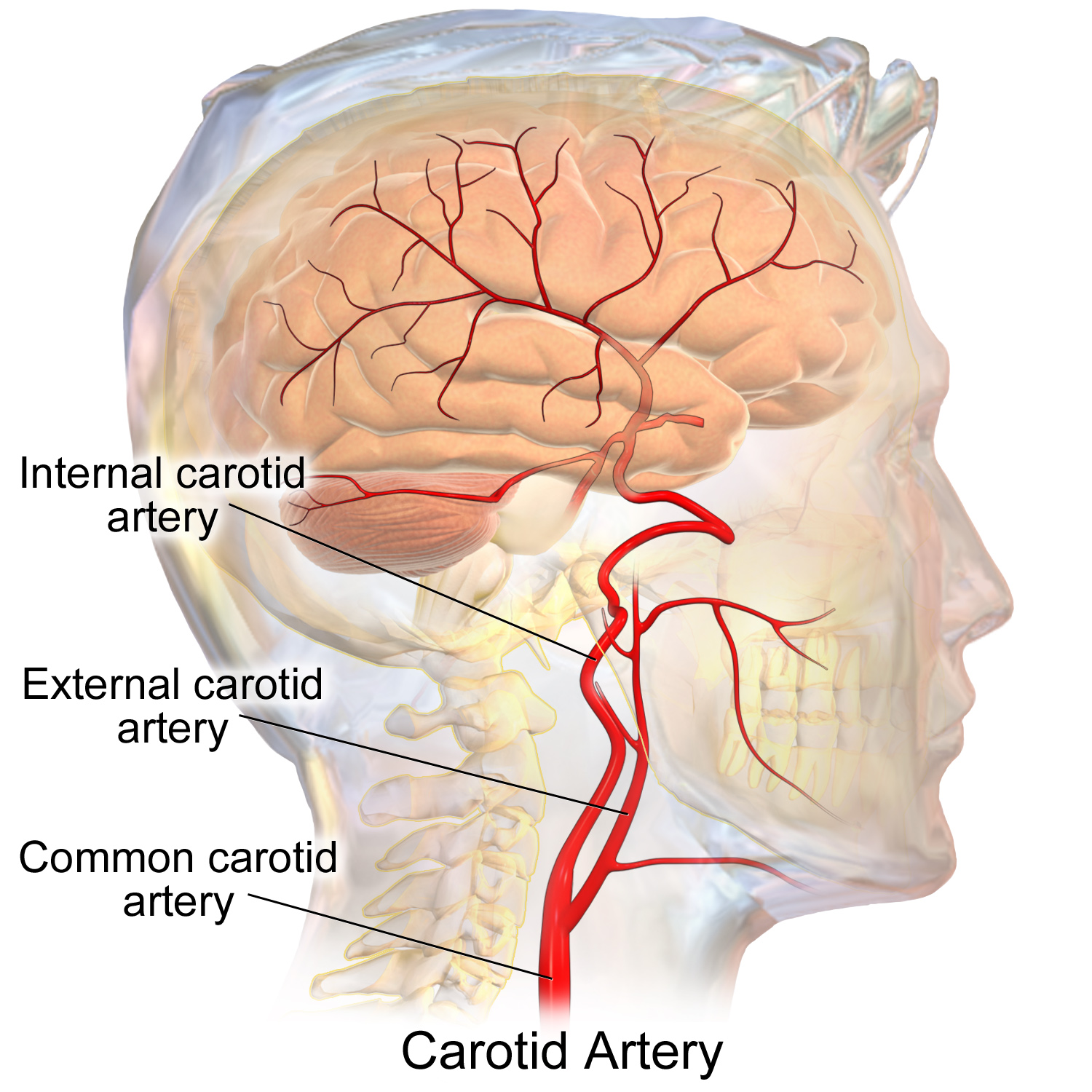
총경동맥

바깥목동맥(external carotid artery) 또는 외경동맥은 머리와 목의 주요 동맥이다. 속목동맥과 함께 온목동맥에서 갈라져 나온다. 주로 머리뼈 바깥의 머리와 목에 혈액을 공급하는 역할을 한다.

## 구조

### 발달
어린이의 경우 바깥목동맥은 속목동맥에 비해 조금 더 크기가 작은 편이지만 성인의 경우 두 동맥 모두 크기가 거의 동일하다.

## 같이 보기
- 속목동맥
- 목동맥 팽대